# Place Patrice-Chéreau
Place Patrice-Chéreau är en öppen plats i Quartier des Archives och Quartier Sainte-Avoye i Paris tredje arrondissement. Platsen är uppkallad efter den franske regissören och producenten Patrice Chéreau (1944–2013). Place Patrice-Chéreau omges av Rue des Haudriettes och Rue des Archives.
På platsen står Fontaine des Haudriettes, uppförd år 1764.

## Bilder
| - Platsens skylt. - Place Patrice-Chéreau. - Fontaine des Haudriettes. |

## Omgivningar
- Saint-Denys-du-Saint-Sacrement
- Saint-Nicolas-des-Champs
- Sainte-Élisabeth-de-Hongrie
- Jardin Anne-Frank
- Couvent des Madelonnettes
- Hospice des Enfants-Rouges
- Saint-Merri
- Saint-Paul-Saint-Louis
- Saint-Jacques-la-Boucherie
- Fontaine de Paradis
- Fontaine de Joyeuse
- Fontaine Boucherat

## Kommunikationer
- Tunnelbana – linje  – Rambuteau
- Busshållplats Archives – Haudriettes – Paris bussnät, linje 29

### Webbkällor
- ”Place Patrice-Chéreau (3ème arrondissement)”. Les rues de Paris. https://web.archive.org/web/20190926211713/http://www.parisrues.com/rues03/paris-03-place-patrice-chereau.html. Läst 26 januari 2023.